# ゴールデン・ドラゴン・ファンタジイ
『ゴールデン・ドラゴン・ファンタジイ』(Golden Dragon Fantasy Gamebooks)は、デイヴ・モーリス（デイブ・モリス）とオリバー・ジョンソンによるゲームブック作品のシリーズである。全6冊が出版され、デイヴ・モーリスが単独で2冊、オリバー・ジョンソンが単独で2冊、デイヴ・モーリスとオリバー・ジョンソンが共著で1冊、デイヴ・モーリスとイヴォンヌ・ニューナムが共著で1冊、著している。『ゴールデン・ドラゴン・ファンタジイ・シリーズ』や『ゴールデン・ドラゴン・ファンタジイ・ゲームブック・シリーズ』と呼ばれることもある。
全てルールは共有されているが、それぞれ単独でプレイできる。中世ヨーロッパ風のファンタジー世界であることは共通しているが、世界観や設定も特には共有されてはおらず、シリーズ作品複数に登場する人物もいない。ただし、作品によって、TRPGである『ドラゴン・ウォーリアーズ』と設定が共通する部分も存在する。
1984年 、1985年にグラナダ社（Granda Publishing Ltd）により出版された。日本では1986年に 創元推理文庫より発行され全巻、翻訳されている。
2010年代になっても英語新装版が出版され、2024年には第1作『吸血鬼の洞窟』のさらなる英語新装版が出版されるなど、ゲームブックシリーズの中では人気のある作品シリーズである。

## システム
「ゴールデン・ドラゴン・ファンタジイ」のシステムは、ゲームブック作品の中でも、非常にシンプルなものであり、代表的なゲームブック作品シリーズである『ファイティング・ファンタジー』もシンプルでありながらも、戦闘に時間を要することがあるのに対し、戦闘にサイコロを振る回数はかなり少なくて終わることがその特徴である。
また、プレイに必要なものは、紙と筆記用具、六面サイコロ2個だけでよく、紙に記載するアイテムも必要最小限であり、作品中には、複雑な暗号などは登場しない。

## 主人公
どの作品も主人公は一人であり、途中で同行者が参加することもあるが、戦闘に加わることはない。
主人公は、この地上世界のほとんどを踏破した腕のいい冒険者であり、むずかしい冒険や戦いの興奮に対する熱望やみがたく、ゴブリンや巨人、トロール、オーガ、ドラゴン、悪い魔法使い、他にも不気味で恐ろしい敵とたくさん戦い、常に打ち勝ってきている。冒険の明け暮れで、反射神経と戦闘技術は研ぎ澄まされ、1対1の戦いでは、かなう人間はほとんどいない、とシリーズ全ての作品で設定されている。
主人公の名前はプレイヤーが自由に決めてよく、その職業も、自由に設定していい。例示としては、名前は、「ルーカス・スターキラー」、「勇者バーガン卿」、「レディ・アンジェラ・セントーリ」、「黒竜のリー・チェン」があげられ、職業は、「高貴な騎士」、「腕のいい盗人」、「勇敢な剣士」、「たくましいヴァイキング」があげられている。
ただし、主人公は『吸血鬼の洞窟』以外は元々からある程度は初期から背景が設定されており、その個性についても感じられる描写がある。

## 主人公の能力値
主人公は3つの能力値であらわされる。特に指示がある時以外は、出発時の点数を越えることはない。
体力ポイント
20にサイコロ2個を振った数を合計した数値。強さと健康状態、生存の意思の強さを示す。体力ポイントがゼロになれば、主人公は死ぬ。傷の薬などで回復する。
PSIポイント（直感力）
3にサイコロ1個を振った数を合計した数値。かけられた呪文に抵抗する力と、第六感の鋭さを示す。
敏捷ポイント
3にサイコロ1個を振った数を合計した数値。壁を登ったり、裂け目を飛び越えたりする時の、すばしこさを示す。

### 戦闘
サイコロを2個ふり、その時の数値によって、ダメージが負ったものが決定し、体力ポイントを減らし、体力ポイントが0になったものが死に、勝敗を決定する。逃亡する場合は、戦闘から逃走できると指示されている場合だけ、逃走を選択できる。このときは、背中から敵が攻撃を仕掛けてくるため、サイコロ2個をふり、その数値が敏捷ポイントを越えると、逃げる途中で攻撃を受けたことになり、体力ポイントを3減らす必要がある。敏捷ポイント以下の場合は攻撃をかわしたことになり、被害を受けずに逃走できる。
ほとんどの場合、引き分けの判定はないため、戦闘は長引くことはない。また、数値の足し引きなどの計算は要さず、決着をつけることができ、とてもシンプルに設定されている。
また、シリーズ全体の特徴として、「敵が複数である場合、かなり強くなる」というものがあり、特に敵が3人（体）以上である場合、敵がただの人間など一人では大した敵でない場合でも、ドラゴン以上の強敵となり、プレイには注意を要する。

## アイテム
所有できるアイテムは、「金貨、財宝」と「持ち物」に分けられ、アイテムの所持できる数については制限はない。また、アイテムもゲームクリアには特に不要な財宝などは登場するが、基本的には余り意味がないアイテムは登場しない。また、回復アイテムが比較的、登場しないという特徴がある。

## あらすじ

### 『吸血鬼の洞窟（CRYPT OF THE VAMPIRE）』
290項目。紹介文とは異なり、主人公はウィストレンの森で、夜に狼に追われ、屋敷に避難し、迷い込んできたかのようにも思える内容である。そのため、巻き込まれ型の作品とみることもできる。ホラー映画のような世界観の、テネブロン卿の屋敷とその地下が冒険の舞台である。主人公は通常の冒険者のようである。 

### 『シャドー砦の魔王（THE LORD OF SHADOW KEEP）』
300項目。シャドー砦に着くまでの冒険と、シャドー砦の中が冒険の舞台である。幻想的な夢のような世界が砦の外に広がり、コミカルなブラックジョークに満ちた世界観がシャドー砦の中で繰り広げられる。主人公は冒険者ではなく、ララッサ国の近衛隊の戦士である。 

### 『炎の神殿（THE TEMPLE OF FLAME）』
300項目。カタクの神殿にたどりつくまでのアフリカに似た熱帯のジャングルと、炎をテーマにした怪物や罠に満ちた「炎の神殿」が冒険の舞台。冒険よりも、相棒となるクモザルのミンキーと、宿敵の「狂える魔導士」ダモンティールとの決着が大きなテーマとなる。ダモンティールとその配下が先に「炎の神殿」に到着しており、主人公が追う形となり、さらには神殿の守護者たちが双方を防ぐため、三つ巴の戦いが繰り広げられる。

### 『失われた魂の城（CASTLE OF LOST SOULS）』
309項目。スランクを倒すためのアイテムを探すために、リントンの街と、リントンの街から「失われた魂の城」につくまでが前半を占め、後半は悪夢のような大悪魔・スランクの「失われた魂の城」が冒険の舞台となる。リントンの街の周囲では、人間がかなり住む中世ヨーロッパのような世界観が広がる。主人公は通常の冒険者であり、選択次第では、悪行を行うこともある。

### 『ドラゴンの目（THE EYE OF THE DRAGON）』
310項目。海に沈み、廃墟と化したタリオスの街と各地にある建物が冒険の舞台。古代ローマに似た満潮時に海に沈むタリオスの街を、海の怪物であるミューや、タリオス各地に仕掛けられたワナやモンスターを剣と魔法で切り抜けながら、「ドラゴンの目」を探すことになる。ミューや満潮の到来など緊張感のある展開が続く作品である。本作のみ、主人公が魔法を使うことができる。主人公は、エルダー国の名家の生まれの魔法使いであり、剣も使える。

### 『ファラオの呪い（CURSE OF THE PHARAOH）』
300項目。エジプトに似たアルコスの街から、ピラミッドを目指して砂漠を渡り、ピラミッドの中を探索することが冒険の舞台である。全体的に、エジプトや中東を舞台にした冒険映画のような世界観が広がる。日本語では舞台をエジプトとするが、英語の原作では、ケムが冒険の舞台となっている。主人公は冒険者というより、探検家といった人物である。

## 魔法
ゴールデン・ドラゴン・ファンタジイにおいて、主に敵方が使う数多くの魔法が登場するが、主人公が魔法を使える作品は、『ドラゴンの目』のみであり、以下の12の魔法が使用できる。
炎のトラ
戦闘のための最も強力な魔法。全身炎に燃え上がる生き物が呼び出され、主人公のために闘う。なによりも戦闘を好み、戦闘以外に、炎で何かを溶かしたり、熱で温めたりもできるが、それはしぶしぶ行うだけである。出現するのは、敵のほとんどを壊滅させるには充分ではあるが、ほんの短いあいだであり、それからは自分の世界にもどっていく。ある程度の判断力を持ち、強力な相手には戦闘をためらう場面も存在する。作品を代表する魔法であり、『ドラゴンの目』の表紙でもその姿はうかがえる。
めくらまし
相手を混乱させる魔法で、道をさまよい歩かせたり、ものを落とさせたり、襲いかかるのを忘れさせたりするなどの効果も持つ。頭の鈍い相手にしかかからない。
疾風怒涛
主人公が望む方向に、瞬間的に非常に強力な強風をつくりだす魔法。それほど強力ではないが、使い方次第では、生命を左右する鍵となる。落下の衝撃を防いだり、相手を吹き飛ばすことができる。
ＥＳＰ
約10メートルの範囲内にいる相手の思考を読み取ることができる。ほんの一瞬しかきかないが、相手が人間なのか、ゴブリンなのか、別のなにかなのかを知るには充分である。動物に対しては役に立たない。
サイコ・バリア
主人公の心を催眠術やそのほかの精神攻撃から守ってくれる。
蜃気楼
頭に描いたものをなにかひとつ、幻覚としてつくりだすことができる。人間より大きいものはつくれず、魔法の効力は1分ほどで切れるが、その間にだれかをだしぬくか、敵から逃げ出すことはできる。
死の群れ
怒れるスズメバチの大群を呼び出し、命令した相手を攻撃する単純だが、戦闘のときにはたよりになる魔法。虫たちがこの世にとどまっているのは、魔法がきいているあいだの、ほんの30秒くらいである。ただし、針が効かない相手、スズメバチに攻撃を命令できる相手など、効果がない相手も存在する。
死人返し
死者の幽霊をこの世に呼び返し、質問に答えさせることができる。この魔法が使えるのは、知っていただれか、あるいは冒険の途中で見つけた死体の霊に限られる。まちがって悪い亡霊を呼び出した場合にはやっかいな、ことによると危険な事態を招くこともある。主人公の死後に、この魔法によって主人公の霊が呼び出される選択肢も存在する。
念の剣
光輝く短剣が空中に出現し、選んだ標的に狙いたがわず突き刺さる。戦闘の前に使えば、どんな敵に対しても、自動的に相手の体力ポイントを2減らすことができる。戦闘以外の場面でこの魔法を使うのは、とくに指示がある場合に限る。戦闘以外にも、遠距離のものを突きさすためにも使える。
無敵
数秒のあいだだけ、からだが無敵になる。戦闘の際にこの呪文をとなえると、戦闘のサイコロが悪くても、魔法が傷を受けるのを防いだものとして、体力ポイントを減らさずにすむ。ただし、戦闘ラウンド一回について一度しかつかえず、戦闘のあいだじゅう、守ってくれるわけではない。このほか、逃走を選んだ場合、冒険の途中でとくに指示された場合には、この呪文をとなえることができる。落下や落石などの衝撃を耐える場合にも使うことができる。
軽業
敏捷性が試されるような場面なら、いつでも使うことができる。サイコロ2個を振って、敏捷ポイント以下の目を出さなければならない場合に、この魔法を使えば、自動的に成功したものとして、次に進むことができる。またこの魔法は、戦闘からの逃走の際に、去りぎわの攻撃を避けるために使うこともできる。
治癒
戦闘中をのぞいて、いつでもかけることができ、体力ポイントをそくざに15ふやしてくれる。ただしもとの体力ポイントをこえることはできない。

## マジックアイテム
ゴールデン・ドラゴン・ファンタジイには、多くのマジックアイテム（魔法がかかった道具）が登場する。そのうち、『ドラゴン・ウォーリアーズ』と設定が共有するものも存在する。作品のなかで、特に重要となるものと、『ドラゴン・ウォーリアーズ』と設定が共有するものを記載する。
十字架
『吸血鬼の洞窟』において、ハーカス神父から主人公に渡されるアイテムの一つ。邪悪な魔物や吸血鬼を近くから退け、吸血鬼の魔力を抑える効果がある。
強い意志の薬（鉄の意志の薬）
『吸血鬼の洞窟』において、ハーカス神父から主人公に渡されるアイテムの一つ。催眠術を防ぐ効果がある。
魔法の剣
『炎の神殿』において、主人公が所有する剣。幅広の剣で、従者がようやく持ち上げるほどの重さがある。かすかな青白い光を放ち、冒険の際の光源ともなる。主人公のかつての仲間であったヴァレドールも同様の剣を所有していたようである。
赤い廃墟の指輪（赤き破滅の指輪）
『炎の神殿』において、ダモンティールが使用する指輪。ドラゴン・ウォーリアーズのルールブック『魔法使いへの道』によると、指輪には使用回数の制限があり、一回分のチャージを使うと、指輪から20メートル以内のひとつの的に向かって、熱光線が発射される。もし、この光線をよけそこなうと、犠牲者は大きなダメージを受ける。犠牲者が魔法の鎧を着ていればダメージは軽減されるが、通常の鎧では、この光線に対する防御効果がない。
月の鏡
『炎の神殿』において、ダモンティールが使用する魔法の鏡。ドラゴン・ウォーリアーズのルールブック『魔法使いへの道』によると、5メートル以内にいる一体の敵に向かって作動させることにより、魂がなく心というものをほとんど持たない複製を作り出すことができる。この複製は元になったものと同じ戦闘技術と能力値を持ち、武器と鎧を着けていればそっくり複製されるが、魔法のアイテムを持っていたとしてもそれを使うだけの頭はない。複製は、ほかのすべてを無視して、元になったものを攻撃する。ただし、魔法は使えず、肉体を使った攻撃に限る。元になったものを殺すと、複製は消滅してしまう。原型のほうが複製を倒すと、鏡は砕け散ってしまう。
乙女の涙
『失われた魂の城』において、冒険の依頼人であるジャスパーの妹であるエルヴィラからこぼれた涙。ただの涙のつぶであるが、悪魔スランクの目を酸のように潰す効果を持つ。ガラスの瓶にいれられて渡される。
水晶玉、四つ葉のクローバー、聖者の灰、尼僧の髪の毛、立派な騎士の鎧の破片
『失われた魂の城』において、冒険の依頼人であるジャスパーの父であるルーサーが、「乙女の涙」とともに、悪魔スランクを倒すために考案した魔法の呪文のために、必要なアイテム。主人公はリントンの街と、「失われた魂の城」の道中に、探し出すように依頼される。
魔法の光球
『ドラゴンの目』において、主人公が所有する。首からかける魔力を秘めた護符で、いつでも好きなときに光を作り出すことができる。暗い建物のなかを探索するためには、重要な品物である。
ドラゴンの目
『ドラゴンの目』に登場し、そのタイトルにもなったマジックアイテム。いくつかの古文書に言及されている最強の力を持つ魔法の品。十世紀もの間失われており、主人公もただの伝説だと思っていたが、タリオスの廃墟で発見される。海のような緑色をしたまばゆい光を放つ巨大な宝石。数十もの精神波によって守られている。その光線により、多くの生物を霧と化し、金属の武器をどろどろに溶かす。また、相手の心を読み、テレパシーで大勢に話しかけ、集団を遠く離れた場所にテレポートさせるほどの力を有する。

## モンスター
ゴールデン・ドラゴン・ファンタジイには、数々のモンスターが登場する。そのうち、『ドラゴン・ウォーリアーズ』と設定が共有すると考えられるものも存在する。作品のなかでは、多くは語られないため、『ドラゴン・ウォーリアーズ』の設定について記載する。ただし、完全には設定が共有されていない可能性もあるため、注意が必要である。
ワイト
『吸血鬼の洞窟』や『シャドー砦の魔王』に登場する。ドラゴン・ウォーリアーズのルールブック『ドラゴンの戦士』によると、ワイトは、いにしえの祈祷師で魔王であり、みずからの死者復活の魔法によって、乾いた土気色の姿に変身し、落ちくぼんだ目を気味悪く光らせ、ぼろぼろのケーブを身にまとい、やせこけた姿で、自分たちの墓の盛土の下に住んでいるアンデッドである。夜の闇あるいはものさびしい荒野に魔法で作り出した霧に身を隠して住処を抜けだし、あたりを徘徊するが、直接の日光には耐えられない。
ワイトは魔力がこもった武器や純銀でできた武器には傷を負わされるが、通常の武器は、最初の一撃こそワイトに半分のダメージを与えはするものの、その直後に砕け散ってしまう。ワイトは第5ランクの霊能者と同じ呪文を唱える能力とさらに4つの特殊呪文を唱える魔力を持ち、いったん魔力を使い果たしても、月の出とともに元に戻る。
ワイトは武器をとるより、直接敵に触れることを試み、ワイトに触れられるとあまりの冷たさにより、触れられたキャラクターは麻痺の魔法にかかってしまい、完全に麻痺した場合、ワイトはそのキャラクターの息の根を止め、魔法を使って死体をゾンビ―に作り替える。その前にワイトが消滅した場合は、麻痺したキャラクターの身体を日光にさらすことで麻痺から回復できる。
ワイトのランク相当値は第7ランクにあたり、かなり強いアンデッドモンスターである。『吸血鬼の洞窟』や『シャドー砦の魔王』に登場するワイトは魔法は使わないが、武器に対する耐性や麻痺をともなう攻撃、日光を苦手にするなど類似する部分は多い。
ホブゴブリン
『吸血鬼の洞窟』に登場する。ドラゴン・ウォーリアーズのルールブック『ドラゴンの戦士』によると、ホブゴブリンは、肉体的にはその従者にしているゴブリンと大差はないが、よりはなはだしい凶悪さやずるがしこさ、神秘的な力を有している。ホブゴブリンは忍びと魔法の力により、常に通常の生物の目から隠れていられ、さらには、ほとんどまっ暗闇でも目が見え、高い確率で冒険者の一行に対する不意打ちに成功することができる。
ホブゴブリンはオオカミの背にまたがって山野を駆け抜けたり、オオカミの群れを人間にけしかけることができる。本人もたいへん優れたハンターであり、剣やスリングだけでなく、クモの糸でできた網やホコリタケという毒キノコを用い、戦闘に用いる。特に、ホコリタケは吸い込んだ場合、わずかな戦闘ラウンドの間に魔法で治療しなければ、菌糸が身体中にまわって即死するほど危険なものである。
さらには奇妙な魔法の力をいくつか備え、冒険者の背負い袋の中の食べ物を腐らせたり、水筒の中の水をにごった泥水に変えたり、犠牲者の顔にたくさんのいぼいぼを発生させたり、取り去ったりすることができる。さらには、特殊な魔法を4つ使え、ごくまれに第3ランクの魔術師と同じだけの魔法を使う能力を持つものもいる。
ホブゴブリンのランク相当値は第4ランクにあたるが、その数値以上に強さを感じる強敵である。『吸血鬼の洞窟』に登場するホブゴブリンは戦闘でもかなりの強敵であり、さらには魔法も使ってくるなど、他の多くのゲームブック作品とは違い、通常のゴブリンとは圧倒的に違う存在であることを感じさせる。
スカルガスト
『炎の神殿』に登場する。ドラゴン・ウォーリアーズのルールブック『Dragon Warriors Bestiary』によると、スカルガストは、数多くの古代神殿において、眠れる守護者として残されている。普段は無機質な灰色の頭蓋骨のように見え、しばしば祭壇にすえられている。侵入者が神聖な神殿を汚そうとしたときには、スカルガストは淡い金色の炎をまとい、宙へと浮かび上がり、燃え盛りながら、顎を開いて侵入者を攻撃する。
スカルガストと視線をあわせると、その恐怖攻撃を受け、耐えられなかった場合、戦闘の間、恐怖によって力が抜け震え上がることになる。また、スカルガストが放つ炎による火傷は、魔法による治癒が困難であり、魔力も奪う。
スカルガストは、闇の中でも、陽光の下でも同じように活動できる。彼らが守護する神殿は、しばしば密林に囲まれており、侵入者が密林の奥へと逃げたとしても、なおも追跡を続ける。
スカルガストはアンデッドに対する対処魔法が通用せず、アンデッドのような姿をしているが、実際にはそうではない可能性がある。
スカルガストのランク相当値は4である。『炎の神殿』に登場するスカルガストの炎はそれほど強力ではないが、神殿を忠実に守り、炎をあげながら、相手を恐怖におとしいれ、逃走ができない部分に共通点が見られる。
マルガッシュ
『炎の神殿』に登場する。ドラゴン・ウォーリアーズのルールブック『Dragon Warriors Bestiary』によると、マルガッシュは火と闇の悪魔であり、非常に強大な力を持つ存在である。最も熟練した冒険者たちでさえ立ち向かうのが難しい相手であり、最も危険な神殿でのみ遭遇することができる。
マルガッシュは、巨大な影のような姿で現れ、噴き出す炎に包まれ、青い煙の長いたてがみをたなびかせている。敵に向かって歩みを進めるとき、狂気をはらんだ雄たけびを上げ、熱い灰を飛ばしながら進む。その剣は白熱した溶岩でできており、もう一方の手で火花を散らす鞭を振るう。
マルガッシュの姿はあまりにも恐ろしいため、最も勇敢な者の心にも恐怖を与える。敵の全員は恐怖攻撃を受け、耐えきれなかったものは、恐怖で逃げ出すか、硬直化する。その鞭は最大12メートルの距離まで届き、回避できなければ必ず的中させる。白熱した鞭は通常の鎧は効果がなく、魔法のかかった鎧でさえほとんど防御効果を発揮しない。鞭に打たれた敵は、マルガッシュに引き寄せられることもあり、逃げることすら容易ではない。
マルガッシュは身体から強い熱を発し、2メートル以内にいる敵は、各ラウンド判定に失敗した場合、熱中症により筋力が低下し、その効果が累積すると、そのキャラクターは動けなくなる。また、透明な物体や生物を見ることができ、変身したキャラクターの本当の姿さえも見ることができる。また、その意志の力によって、一回に1つずつとはいえ、5メートル以内に作用している呪文を打ち砕くことができる。
マルガッシュのインスピレーションは『指輪物語』のバルログに由来しているとルールブックにも明記されている。
マルガッシュのランク相当値はゲーム最高値の25である。『炎の神殿』に登場するマルガッシュはこれほどには強力ではないとはいえ、炎をあげながら、剣を振るい、鞭で攻撃してくるかなりの強敵であり、単独ではドラゴン以上の力を有している。
フェニックス
『炎の神殿』に登場する。ドラゴン・ウォーリアーズのルールブック『Dragon Warriors Bestiary』によると、フェニックスは見た目こそワシに似ているが、翼の幅はほぼ8メートルにも達し、背中の羽毛は輝くような橙紅色をしており、胸の羽は黄金のように煌めいている。巣に侵入する者すべてに襲いかかり、非常に硬いクチバシで切り裂き、恐ろしい叫び声を上げて敵の心を揺さぶり、低いランクのキャラクターはフェニックスへの命中判定にマイナスの修正を受けてしまう。
フェニックスは、獰猛で、魔術に対しても非常に高い耐性を持つ。さらに、倒されても自ら蘇えり、倒された直後にその身体は、白熱するように輝き始め、やがて炎とともに燃え上がりはじめる。大量の人の血か火山灰で炎をしずめなければ、やがて、炎はフェニックスの亡骸を焼き尽くし、フェニックスはその炎から新たに蘇る。フェニックスが、最初に蘇るときは完全な力を取り戻すが、短期間に何度も再生を繰り返すと、その力は徐々に衰えていき、生命力を永久に減退させる。
フェニックスの鋭い目は、透明な物体や生物を見抜くことができ、どんな盗賊であろうとも、欺いて忍び寄ることは不可能だと言われている。
フェニックスのランク相当値は7である。『炎の神殿』に登場するフェニックスは恐怖の雄たけびはあげないが、その高い戦闘力や死んでも復活するところや弱点など多くの共通点が見られる
チョンチョン
『失われた魂の城』に登場する。ドラゴン・ウォーリアーズのルールブック『Dragon Warriors Bestiary』によると、チョンチョンは、胴体のないふくれた頭を、巨大な耳を翼のように使って飛ぶモンスターである。魔法の力を持ち、チョンチョンは4〜9ランクの魔術師の魔法を使う力を有している。
チョンチョンは、低いランクの冒険者の目には見えず、彼らが呪文を唱えたり、攻撃のために急降下したりするまで見えない。彼らの翼の動きが、「殺せ、殺せ、殺せ」という声に聞こえるため、その接近を感じることができる。不浄な生き物であるため、十字架で追い払うこともできる。
チョンチョンは狡猾で臆病であり、被害者の頭上を飛び回りながら剣や槍の届かないところに。呪文を唱えることを好む。犠牲者が彼らの魔法に耐性があるか、弓を持って武装していることを見ると、急降下して歯で噛みついてくる。その唾液はしばしば汚染されており、噛まれた者にマラリアを伝染させることもある。
チョンチョンのランク相当値は彼らの魔術師ランクと同じである。『失われた魂の城』に登場するチョンチョンはそれほどの強敵ではないが、接近してくるときの翼の音やその姿、リーダーが呪いの魔法を使うなど共通点が見られる。
ミュー（カッパ、Kappa）
『ドラゴンの目』に登場する。日本語翻訳版では「ミュー」という名称で呼ばれるが、英語原作では「カッパ」とし、ドラゴン・ウォーリアーズのルールブック『Dragon Warriors Bestiary』でも「カッパ」とされる。
『Dragon Warriors Bestiary』によると、カッパは元々人類に似た種族であり、浮遊する島に住んでいて、南海の沿岸に住む原始的な人間の部族を支配していた。カッパの司祭たちは、神のような力を持つ存在を最初は崇拝し、弱点を発見した後は魔法で従属神にした。何世紀も過ぎて、傲慢なカッパに仕えることに不満を抱いた従属神たちは、地殻を操作し始めた。カッパは、彼らの海上の要塞に害が及ぶとは思わず、海岸を揺るがす震動に対して何の対応も取らなかった。嵐が海上で猛威を振るうようになってから、従属神たちに救いを求めたが、従属神たちはさらなる大災害を引き起こした。海底に数千マイルにも及ぶ巨大な裂け目が開くと、カッパの都市は大渦巻きに吸い込まれた。カッパの司祭たちが、従属神に自由を約束して救いを求めると、従属神はこの次元を去った。従属神はカッパたちの命を救ったが、復讐も行った。海の深みに引き込まれたカッパたちは、その力で、珊瑚のような身体と真珠の目を持つ奇妙な生物に変わった。カッパたちは海の生物となったが、今日でも、かつて人間であったことを思い出すため、人類へ敵意を抱くようになった。
現在のカッパは形は人間に似ているが、長く多関節の手足を持ち、その珊瑚の体は薄いピンク色で硬い。海水を離れて数時間以内に弱り始め、輝く真珠の目は明るい日光に耐えられない。彼らは海中で使うことができる槍や短剣を使って戦い、海中では使えない投石器や弓は使用しない。陸上の戦闘では素早いが高度な戦闘技術を使うことはなく、熟練した戦士には敵わない。
カッパは戦術は巧みであり、1～4ランクの霊能者の能力を持つ「七人隊長」と7人の戦士で編成される「分隊」を形成し、さらに、3つの分隊で「小隊」を構成し、小隊は5～8ランクの魔術師の能力と5ランクの騎士の戦闘能力を持つ総指揮官が指揮する。非常に高ランクのカッパの「将軍」は、淡い青色をしており、通常のカッパよりも数頭分背が高い。将軍は9ランク以上の魔術師であり、捕らえた者を催眠術にかける特別な能力を持っており、犠牲者の心を完全に洗脳させることができる。そのため、カッパの捕虜となった人間はもう信用することはできない。
カッパは目的があるときだけ陸上に現われて、組織的に灯台や軍船、沿岸の砦への攻撃を仕掛ける可能性が高い。カッパと人間とは、カッパが捕虜の交換に応じず、捕虜を催眠術にかけてスパイとして送り返し、人間がカッパの奇妙なフルートのような言語を話せないため、交渉や外交は不可能である。
カッパの戦士のランク相当値は1ランクであるが上記の通り組織的に戦うため、かなりの強敵となる。『ドラゴンの目』に登場するカッパ（ミュー）の使う武器や隊長の洗脳能力や魔法の力など類似点が多くみられる。

## 「レジェンド」世界との関係
ゴールデン・ドラゴン・ファンタジイは、作者であるデイヴ・モーリスとオリバー・ジョンソンが共通する作品として、TRPG作品の一つである『ドラゴン・ウォーリアーズ』とゲームブックシリーズの一つである『ブラッド・ソード』が存在する。
ゴールデン・ドラゴン・ファンタジイは、日本語においても、『ドラゴン・ウォーリアーズ』の日本語翻訳である『魔法使いへの道』の解説において、『ドラゴン・ウォーリアーズ』や『ブラッド・ソード』と「レジェンド」と名付けられた背景世界を同じくしているゲームブックシリーズとして紹介されている。このため、ゲームブックの紹介においても、「世界観を共有している作品」として紹介されることが多い。
現在では、デイヴ・モーリスは自身のブログで、ゴールデン・ドラゴン・ファンタジイの新装版を出版するとともに、その世界観が『ドラゴン・ウォーリアーズ』や『ブラッド・ソード』の世界であるレジェンドであることを否定しており、『ドラゴンの目』の「アクタン」はレジェンドに存在する「アクタン」ではなく、独自の世界観であると説明している。また、『吸血鬼の洞窟』にしても、冒険の舞台は確かに、レジェンドの冒険主要舞台であるエルエスランドの国家であるアルビオンに存在するが、新装版では、ファンタジー要素が除かれており、レジェンドの世界観の作品ではないと、作者であるデイヴ・モーリスが自身のブログで述べている
。
実際に、『ドラゴン・ウォーリアーズ』や『ブラッド・ソード』の世界であるレジェンドにおいて、『吸血鬼の洞窟』の冒険の舞台である「ウィストレンの森」は確かに、エルエスランドの国家であるアルビオンに存在するが、『炎の神殿』に登場する「パラドス」、『シャドー砦の魔王』に登場する「ララッサ」、『ファラオの呪い』に登場する「ケム」は存在しない。また、『失われた魂の城』の「リントン」も確認できない。『ドラゴンの目』に登場する「アクタン」はカールランドの都市として存在するが、『炎の神殿』では、この地は「パルドス」の首都とされている。
このため、現在では、ゴールデン・ドラゴン・ファンタジイは『ドラゴン・ウォーリアーズ』や『ブラッド・ソード』とは世界観が共有したものとは認められず、それぞれが中世や近世のファンタジー世界である独自の世界観の作品となっている。
そのため、シリーズ全体の複数の作品に関係する事件や設定、人物がいないことや、その多くがダンジョンにおける冒険であることもあって、それほど強い世界観を持たないゲームブックシリーズとなっている。
ただし、日本語翻訳された『吸血鬼の洞窟』の旧版は、デイブ・モーリスは、レジェンドの世界であったことは否定しておらず、『ブラッド・ソード』では「デス・ソード（悪魔の爪）」の所有者であったガネロンの墓が登場するなど、一部、世界観を共有する部分が見受けられる。また、他の作品にしても、モンスターの設定やマジックアイテムの一部において、『ドラゴン・ウォーリアーズ』独特のモンスターの設定やマジックアイテムが登場し、その関連性はうかがえる。

## 出版の順番について
ゴールデン・ドラゴン・ファンタジイは、英語版の原典では、
- 『吸血鬼の洞窟（CRYPT OF THE VAMPIRE）』
- 『炎の神殿（THE TEMPLE OF FLAME）』
- 『シャドー砦の魔王（THE LORD OF SHADOW KEEP）』
- 『ドラゴンの目（THE EYE OF THE DRAGON）』
- 『ファラオの呪い（CURSE OF THE PHARAOH）』
- 『失われた魂の城（CASTLE OF LOST SOULS）』

の順番で出版されている。
しかし、日本語翻訳の出版の順番は、
- 『吸血鬼の洞窟（CRYPT OF THE VAMPIRE）』
- 『シャドー砦の魔王（THE LORD OF SHADOW KEEP）』
- 『失われた魂の城（CASTLE OF LOST SOULS）』
- 『炎の神殿（THE TEMPLE OF FLAME）』
- 『ドラゴンの目（THE EYE OF THE DRAGON）』
- 『ファラオの呪い（CURSE OF THE PHARAOH）』

となっている。これは、「各巻でゲームの難易度に差があるため、日本で出版するにさいしては、最初は簡単でも、巻を追うことにしたがってむずかしくなるように順番を決めている」とされた理由が、『失われた魂の城』の解説で説明されている。
しかし、デイヴ・モーリスのブログによると、実際は『炎の神殿』のレビューにおいて、「難しすぎる」という意見がかなり多く寄せられている。

## 冒険の舞台
ウィストレンの森
『ドラゴン・ウォーリアーズ』の世界である「レジェンド」の主な冒険の舞台となる島「エルエスランド」の中央部に存在する広大な森。エルエスランドの国家の一つ、アルビオンの領地内に含まれた位置にある。森にはオオカミが住み、テネブロン卿が何世紀にも渡って代々屋敷を構えている。なお、ウィストレンの森を外れたところに大きな町が存在する、とされるが、エルエスランドの地図上に記載された町だとすれば、ウィストレンの森の北部にあるIgham（イグハム）か、Pillaton（ピラトン）か、Hesard’s Ford（へサードス　フォード）のどれかだと思われる。これが正しければ、テネブロン卿の屋敷は、ウィストレンの森のかなり北部に存在したと考えられる。
アルビオン
アルビオンは、王が各地に臣下や貴族に領地を与えてその地の農民を統治させる封建国家である。しかし、現在のアルビオンの王ハドリックは、ひ弱で愚かな人物であり、暴政が行われている。そのため、アルビオンの北部を統治する領主たちは、王の命令や法律をきかずに、それぞれが、下級貴族や騎士や兵士たちを率いて争っている。また、南部の領主たちも、西や南への貿易による富により豊かであるが、彼らもまた自由に争っている。都市については、富裕な商人やギルドを形成した職人の台頭により、領主からの自治権を獲得し、自由都市となり、王が直接、統治するようになっている。ただし、アルビオンの町のほとんどは人口千人を越えない小さなもので、領民の安全の確保から、領主の城や修道院ととともに発展したものであり、人口数万人規模の都市は数十ぐらいしか存在せず、ほとんどの農民が20戸ほどの荘園や村に住んでいる。王と領主、領主と騎士、領主と農民の伝統的にお互いに対する庇護と奉仕の義務は強い拘束力を持っている。
ララッサ
ヴァラフォールを王とする王国。スータンホールド城に王は居住する。東にゴブリンが領地を持つイムヒリックが存在する。その治世は温情に満ちた正しいものであり、国土は栄光に満ちたものであったが、7年前ヴァラフォールがイムヒリック遠征に行き、ヴァラフォールの弟・アヴェロックが摂政に就任してからは、圧制が行われ、人々は貧困と疫病に苦しんでいる。大臣や将軍、そして近衛隊がいるが、近衛隊士もアヴェロックの気まぐれにより何人も処刑されている。城の外も、山賊がうろつき、こじきが渡り歩き、畑も荒れ放題となっている。
シャドー砦
ララッサから危険な旅を経てつくことができる森の奥深くにある険しい岩山の頂上に築かれたまっ黒な城。城主は、アーケイン・ダークローブ。頑丈な樫の木の門を持ち、その両脇には、石造りの骸骨が訪問者を見下ろす。ダークローブに仕える多くの魔術師や怪物が砦を守っている。
パラドス
世界最強の戦士である「パラドスの竜騎士」が仕える国家。パラドスの騎士団も存在する。「偉大なる」パラドスと呼ばれる。パラドスの人は、「パラドシアン」と呼ばれ、騎士道が栄えている。
アンク
現在では、ジャングルや沼地と化した土地であり、約二千年前にアンク帝国が支配していた。約四千年前には、カタク神権帝国が存在していた。アンク神殿は、アンク帝国時代に建設されたものである。アンク帝国には神官や貴族、戦士がいて、彼らのうち高貴なものは、現在でも白骨やミイラと化しながらも、墓に埋葬され、魔力は衰えたとは、墓荒らしに対する呪いの力で守られている。貴族はまた、教養の一つとして、魔術を学んでいた。その建築物は機能や居住性よりも、儀式や教義を重んじてつくられているため、理屈にあった建て方はされていない。しかし、装飾性にはすぐれていて、炎の輝きを反射して、美しい網の目のような模様をつくりだすなど、光の芸術を織りなしている。
カタク神殿
アンクの「炎の神」カタクを祀った神殿。「炎の神殿」とも呼ばれ、タイトルにもなっている。カタク神の黄金の偶像があると伝えられる。20世紀もの間、文明から忘れ去られており、その間、神殿を発見しえたものはいなかった。現在では、パラドスの首都アクタンの一冊の朽ちかけた書物のみがわずかな手がかりを与えてくれるのみであり、それも広大なジャングルと沼地を越えた先にある。付近には人間を襲う蛮族たちが住む。過去には、カタクの神官たちがいて、異端者や捕虜を虐殺し、侵入者を防ぐ多数の恐ろしいワナや怪物をしかけ、作り出した。現在でもその魔力は生き続け、火は灯され、水を飲むことができるとともに、彼らがつくったワナや怪物が今でも神殿を守っている。神殿を守る怪物たちは、炎に関係するものが多い。現実のマヤ文明のピラミッドに似た形をしている。
リントン
大きく豊かでにぎわいのある商業の町。町の宝石商や宝石細工師は国いちばんとの評判をとり、レストランは近隣にならぶものがないほどすばらしく、富裕なパトロンたちのおかげで芸術が栄えている。金持ちは多いが、平和な町であるため、冒険者の仕事が余りない。
失われた魂の城
悪魔スランクが支配する城。現実の物とは思えない悪魔的なただずまいを見せており、ものすごい威圧感をただよわせ、その大きさは想像がつかないほどで、壁は空に向けてどこまでもそびえたっている。城のそこそこに窓があり、城に入って出てきた人間はひとりもいないため、特に衛兵はおらず、スランク自身が訪問者を出迎えている。スランクは人間たちと契約した後、その死後に、その人間たちの魂を城につなぎとめて、拷問で永劫に苦しめている。図書室が存在する。
アクタン
『炎の神殿』では、パラドスの首都。図書館と「美の庭園」が存在する。同一都市かは不明であるが、『ドラゴンの目』にも登場し、高名な大学、真実の光アカデミーが存在する。アカデミーは評議会の長老たちが仕切っている。
エルダー王国
『ドラゴンの目』の主人公が正統な血筋をひき、魔法戦士（Warrior Mage）の位を修めた王国。
タリオス
千年の昔、栄えていた強大な都。その住民の豊かで幸福な暮らしぶりは、世界中の憧れの的であった。しかし、何日も何週間も続いた地震と大津波によって壊滅し、生き残った人々は都を脱出したが、タリオスを中心に数リーグにも及ぶ広大な土地が、海に沈みはじめ、荒れ狂う波がタリオスに押し寄せ、地上のすべてを洗い流し、避難民たちを全て呑み込んでしまった。そのため、今日のタリオスは、潮の洗う広大な浅瀬に横たわる廃墟に過ぎない。ひき潮のときには、荒れはてた吹きさらしの地面が顔を出すが、満ち潮になると、高台の上にある首都タリオスを残して、国土のほとんどが水面下に没してしまい、廃墟は本土から切り離された孤島と化す。現在では、アクタンから船に乗り、浅瀬を海岸沿いにまっていくと、数日で着くことができる。古代ローマ風の建物が各所に存在し、強力な魔物や魔法生物がいて、侵入者を襲う。門や広場、神殿、美術館、闘技場、墓地、橋、城などが今も存在している。
ケム国
南方にある、古代においてファラオが治めていた国。古代からケム独自のジャッカルなどのいろいろな動物の形をした顔をした数々の神や半神半人を祭っている。現在まで国家は存続しており、領地内には広大な砂漠が存在する。現実のエジプトに似た国家である。
アルコス
ケムの国にある都市。ケムの国土に広がる砂漠を300キロメートル旅した先にある。高い塔、細い尖塔、しゅろの葉、背の低い建物が広がる。子供や物乞いはぼろぼろのマントでもはおっているものはごくわずかで、ほとんどが腰布一つの姿である。広場では露店市が開かれ、火吹き芸人がいて、居酒屋、賭博場がある。古美術商のガメットが店を構えているカーフート大王の墓にいく手がかりを探している集団が存在し、よそ者を見張っている。エジプトや中東に存在する都市に似た風俗の都市である。
失われし大地
アルコスの西にある遊牧民たちですら恐れて近寄らない場所。カーフート大王の失われしファラオの墓が存在すると伝えられる。広大な砂漠の中にあり、たくさんの人骨が散らばっており、多くの危険が潜んでいる。スフィンクスが並んだ大通りが存在し、大通りの外れには小さなピラミッドが建ち、その向こうには大きな砂山が広がっている。ピラミッドの向かい側には、小さい建物が建っている。

## 主な登場人物

### 『吸血鬼の洞窟』に登場する人物
主人公
剣と革鎧、ザックと金貨10枚を初期装備として持つ。異国から来た冒険者で、ウィストレンの森に入ったが、夜が近づき、狼を避けるために、危険なテネブロン卿の屋敷に迷い込んできた。危険な屋敷に入り込み、ハーカス神父の依頼により、テネブロン卿を倒すことを決める。この時、ハーカス神父は特に財宝のことを打ち明けておらず、主人公の当初の目的は財宝にあったわけではない。不意打ちにためらいはないが、他者の英雄的な行動に涙したり、間の悪い自身の運命を考えて悲しげな笑みを浮かべたりするなど、感情豊かな面も持つ。
ハーカス神父
テネブロン卿の屋敷の小さな部屋を聖なる護符や十字架やニンニクで守りながら、テネブロン卿に挑む勇敢な戦士の手助けをしようと待っている。十字架と強い意志の薬を作っており、冒険者にどちらか一方を渡し、ランタンも渡してくれる。主人公の前は、エルフにテネブロン卿の討伐を依頼していた。作品では明言されていないが、「トルー・フェイス（真教）」の神父であると思われる。
魔女
テネブロン卿の屋敷に住む、先端がとがった帽子をかぶり、汚れたローブを着て、手に杖を持った腰の曲がった老婆。カラスを肩にとまらせている。それほど攻撃的な性格ではないが、煙の怪物・ミアズモイドを生み出し、人間の精神を崩壊させる魔霊を呼び出し、敵を地獄に送る魔法やカラスとともに瞬間移動する魔法を使い、接近戦ではさびたナイフで向かってくる。屋敷に部屋を二つ持っており、大鍋で魔法の薬をいくつもつくっている。原作では、「Witch」と表記され、「Hag」ではないため、モンスターではなく、人間だと思われる。
ワイト
古代の神官王がよみがえったアンデッド。テネブロン卿の屋敷の地下にある自分の墓を抜けだし、床板の間から起き上がってくる。骨ばって背が高く、汚れて腐った古代の服に身を包み、くぼんだ目を光らせる。とても素早く動き、氷のように冷たい魔力をこめた手で、触れた相手に恐ろしい寒気を全身に広がらせ、ＰＳＩの判定に失敗した場合、麻痺させてくる。純銀の武器でしか傷つかず、通常の武器では攻撃しても武器の方がバラバラになるだけでダメージを与えることさえできない。
ホブゴブリン
テネブロン卿に仕え、屋敷を守る。筋骨隆々としたずんぐりとして、大きなイボがあり、かぎ鼻をしたグロテスクな生き物。太い胴体とじょうぶな革のような皮膚を持つ。ビールを飲んで寝ているが、戦闘では、手斧とノコギリ刃のナイフをかまえて、透明になる魔法を使い戦う。勝利した相手の頭の良さと度胸を称えて、相手に忠告を与える誇り高い戦士である。卑怯な攻撃をしてきた相手には、絶対に逃げることができない呪いをかけてくることもある。
テネブロン卿
屋敷の主。背が高く、スモーキング・ジャケットを着た威厳のある声をした吸血鬼。堕落していった貴族の一族の末裔で、第十三代目のテネブロン卿にあたり、代々でも圧倒的な邪悪さと悪辣らを有する。二世紀前に、死から逃れるために悪魔と取引をして、吸血鬼となる。屋敷の地下にある洞窟を徘徊し、夜毎あたりに出没しては犠牲者を襲い、血液を吸うか、催眠術で奴隷にしている。屋敷を、多くのアンデッドや魔物、吸血コウモリ、操った人間やエルフたちに守らせており、魔法でつくったワナをあちこちに仕掛けている。また、屋敷の外の狼も彼が操っているものと考えられる。戦闘では、通常は抵抗不可な視線による催眠術を使い、通常の武器では傷つけて倒してもすぐに復活する。意外な方法で倒すことができる。金貨何千枚もの値打ちのある宝石や財宝の入った宝の箱を持っている。

### 『シャドー砦の魔法』に登場する人物
主人公
剣と鎧、ザックと金貨8枚を初期装備として持つ。ララッサ国の精鋭、近衛隊の戦士。現在では摂政となったアヴェロックの圧制の手先として仲間とともに、人々から忌み嫌われ、恐れられている。そのため、遠くの地に新たな冒険を求めようと決心し、馬にのり、深い森にある丸太小屋を訪れ、そこでヴァラフォール王に再会して真相を聞き、王から剣を託される。そのため、シャドー砦に向かい、アーケイン・ダークローブ卿を倒すことを決意する。勇敢ではあるが、仲間を失って悲しむ情に厚いところや、髪の毛をつかまれたまま空を飛び、頭のてっぺんがほとんど禿げてしまう間抜けなところもある。
ヴァラフォール王
ララッサの王。温情に満ちた正しい治世を行う勇猛果敢な王であり、7年前イムヒリックの野蛮なゴブリンたちの領土に向けて遠征を試み、大軍を率いて東の山々の向こうにいく。しかし、摂政に任じた弟のアヴェロックが豹変し、圧制を行い、さらには、数か月前、イムヒリックのアイスラック・ヒルで手痛い敗北を喫する。ヴァラフォールは生き残りのものと脱出をはかり、ララッサの疫病と飢餓を知り、アヴェロックの豹変の秘密を探る。その後、ダークローブ卿が張本人であることを知り、シャドー砦に向かったが、ダークローブ卿にまっ黒な稲妻を受けたが、なんとか逃亡する。丸太小屋でお百姓のおかみさんに助けられるが、力と生気を奪われ、目はしめっぽく、髪は白くなり、ぎすぎすにやせてしまっている。再開した主人公に、ダークローブ卿の討伐を命じ、自分の魔力がそなわった広刃の剣を渡して、寝入ってしまう。
お百姓のおかみさん
ララッサの深い森のきれたところにある丸太小屋に住む。ストーブの前でシチューをつくり、ほっぺを赤くしている。ダークローブ卿に敗れたヴァラフォール王を救い、熱をさげる薬草を与え、宿を願った主人公を招き入れる。シャドー砦に向かう主人公に、青い宝石がはめ込まれた銀の指輪を渡す。ヴァラフォール王の召使いとも呼ばれるが、最終的にその正体が明かされることはなかった。
スピッター（トカゲ男）
シャドー砦を守る。首のまわりに白いひだえりと、明るい紫色のベルベットのパンタロンを身につけ、斑点を浮き出た頭をしてトカゲ男。その水かきのある手には細身の剣を持ち、頭の回転はにぶいが、戦闘ではとてもすばしこく戦う。「タ行」と「ヤ行」、「ダ行」の音を「ラ行」の音でしかしゃべれず、「サ行」をきちんと発音できないヘビのような舌をしている。魔法使いの老人を「先生」として仕えており、彼にインク壺を届けている。
ゾンビー
シャドー砦の衛兵控え室で守るアンデッド。灰色の肌に青白い腕をして、平板な声をしている。アンデッドではあるが、知性を有し、言葉を解し、合言葉を正確に判断する。彼らの仲間のゾンビ―の衛兵も互いに会話を行い、噂話に笑い声まであげる。戦闘では偃月刀で戦い、大勢のゾンビ―の仲間たちもまた武装しており、山のような大軍で組織的に襲ってくる。
ランポール（ラムポール）
シャドー砦の図書室で、帳簿をつけている。まんまるい鼻のうえに醜いこぶをつけたぶさいくなドウォーフ。鉄格子を飛ばす念力の魔法の他に、相手を青いもやもやとしたものに包ませ、身体中を針でつきさされたような痛みを感じさせ、最終的に脳をしびれさせる魔法を使う。接近戦でも、蹴りや細身の短剣を使う手ごわい敵である。仲間の白髪の太った魔女と仲たがいをしており、ランポールに似せた土人形に無数の針が突き刺さられており、そのため、ときどき胸にひどい痛みをおぼえている。
グール
シャドー砦を守るアンデッド。門を守るグールは、背が曲がり、べとべとの髪にあばただらけの顔で、黄色い目をして、きたない爪を歯を武器にして、敵を麻痺させる。砦の奥にいる執事頭のグールは、はげ頭できっちりと制服を着込み、白い手袋をはめている。彼は、高い知性を持ち、会話を解する上に言葉遣いは丁寧で、主人公を要望どおりに仲間のグールに紹介する。シャドー砦の奥にいるグールは人肉を食するが、ワインを飲み、通常の人間に近い知性を持ち、集団で宴会を行うとともに、ブラックジョークをまじえた会話を行い、宴会の後は、満腹か、酔っぱらうかで眠ってしまう。
アーケイン・ダークローブ卿
シャドー砦の主。ずきんをつけた死人のように顔が白く、ほほにみにくい傷跡をつけた男。籠手をはめた手に大鎌を持つ。アヴェロックを吸血鬼に代え、圧制を行わせ、ララッサの王を目指していた。ドラゴンを含めた多くの魔物や多数の魔法使いや魔女、アンデッドを従えている。彼の配下のアンデッドは、吸血鬼や幽霊のみならず、グールやゾンビも知性を持っており、軍団化させている。周囲に床全体をつつむ魔法の濃い霧で漂わせて罠をしかけ、その霧を幽霊に変えて相手を操る。それを防いでも、大鎌の先端から黒い稲妻を放ち、相手が生きていた場合でも大鎌で戦う、かなりの戦士である。

### 『炎の神殿』に登場する人物
主人公
魔法の剣と鎧、ナイフ、水筒、背負い袋と金貨10枚を初期装備として持つ。この世界でもっとも強い戦士パラドスの「竜騎士」。仲間のヴァレドールやパラドスの騎士、ダモンティールとともに、忘れられた墓所を探索し、ヴァレドールや仲間の騎士を失った上に、ダモンティールに裏切られて財宝を奪われて、命を失いかけた過去を持つ。その後は、ダモンティールに復讐を誓う毎日を過ごす。「カタクの神殿」にある「カタクの黄金の偶像」を求めて、アンクの地に来た。従者たちを船に置いて、単独で探索を行う。勇敢で、情に厚く、誇り高い戦士であり、失った仲間へのかたき討ちは忘れない。古代のものとはいえ、墓荒らしには、ためらいがないという面も存在する。
ミンキー（クモザル）
アンクのジャングルにいる顔の赤い小さいクモザル。主人公に命を救われて、ジャングルの道案内を行い、そのまま主人公について、カタク神殿まで同行する。危険にあふれるカタク神殿でも、主人公の後についていき、時々は主人公の肩にしがみつくなどして、主人公の心をなごませる良き同行者となり、友とまで思わせるようになる。主人公の危機を助けてくれることもある。最終的に、主人公がダモンティールに再会するまで同行することになる。
呪術医
アンクのジャングルにいる蛮族を支配する呪術医。こぶだらけの老人で、言葉は通じず、捕まえた相手の前で、白骨の杖をふり回し呪文らしきものを唱える。蛮族たちの村にある柱には、20個を越える乾し首がぶらさがる。腰の薬袋にある粉を使い、硬い皮につつまれた恐ろしい魔物に変身する。敵の知略をあっぱれと感じる面も持つ。乾し首を使った呪いをかけることもある。
悪夢兵
ダモンティールの魔力によって生み出された、頭巾をかぶり黒い装束をした従者。地獄から来た暗殺者と呼ばれ、高い戦闘能力を持ち、移動するときも音を立てず、足跡を残さない。全部で十数体連れていて、ダモンティールを護衛したり、その命令で敵を始末する。倒された場合は、死体は崩れ去り、硫黄の匂いとともに、黄色い煙をたちのぼらせ、灰と化し、黒い装束だけが残る。ただの青い絹のスカーフを恐ろしい絞殺具にかえ、相手を絞め殺す個体や、長剣や短剣を使う個体が存在する。
サルサ・ドゥーム
生前は名の知られた戦士であったが、勝利の塔から落ちて死んでいる。しかし、ダモンティールの従者によって、その死体は運ばれ、ダモンティールの死体蘇生術によって魂のないゾンビとして復活し、ダモンティールの従者となっている。身長は2メートルを越え、かぶとを着け、黒く巨大な二本の青龍刀を両手でがっしりと持って戦う。ダモンティールが「戦士としての腕前はいささかもそこなわれていない」と豪語し、主人公への勝利を確信していたが、データ上の強さはそれほどではない。
ダモンティール
「狂える魔導士」と言われる土色の顔をして、邪悪な笑みを浮かべた魔導士。かつて、主人公とともに墓所の探索を行い、裏切った上でミイラの宝冠を奪ったことがあり、その宿敵となっている。現在では、左目のまわりに刺青をし、その目を悪の光を宿らせ、「カタクの神殿」にある「カタクの黄金の偶像」を求めている。人間の従者や奴隷を従えるとともに、十体を越える悪夢兵を生み出し、さらに死体蘇生術でサルサ・ドゥームを復活させ、自分の従者としている。戦闘では、主に「赤い廃墟の指輪」を使い、「月の鏡」といったマジックアイテムを駆使する。敵にいやがらせをするだけのために無益な虐殺を行う。追跡してくる敵に向けて、魔法のワナをしかけることも行う。「カタクの神殿」探索では、先行しているにも関わらず、障害に対する被害を最小限に抑え、追跡者に対して対策を行いつつ、最終地点までたどりつく知恵や知識、用心深さも兼ね備える。接近戦では剣を使い、必ずしも弱くはない。超自然の存在であると信じられている。
煙の亡霊たち
「カタクの神殿」の螺旋の階段にいる、禍々しい煙の霊。悪夢のなかからあらわれでたかのようなおぞましい亡霊の姿をしており、苦悶のうめきや恐怖の叫びとともに、濃く厚い煙にまぎれて侵入者に見えぬ手をのばし、精神の力を何度も奪いにくる。抵抗ができなかったものや精神力が弱いものは、煙が消えるとともに、肉体の形を失い、幽界の住人となり、煙の霊の仲間となってしまう。必ず通過しなければ、神殿の奥へは向かえないため、「炎の神殿」攻略の最大の障害となる。
カタク神
アンク帝国の五人の主神の一人。約四千年前には、カタク神権帝国というその名を冠した帝国が存在している。炎をつかさどる神であり、「炎の神殿」とも呼ばれる「カタク神殿」に祀られていた。現在では、時にすぎゆくままに忘れられた神となっている。現在でも、カタク神殿には存在し、圧倒的な魔力を有し、神殿を汚す侵入者を何もない虚空につれこみ、赤く輝く目と口を光らせ、その灼熱のあぎとに飲み込む。神殿には、神官はいまや存在しないが、守護者である怪物は、マルガッシュ、レッド・ドラゴン、フェニックス、火の精、スカルガストなど炎に関係するものが多い。なお、他の主神は、雷神トラーヌ、太陽神トヌー、地神イクテク、その名さえ忘れられた技術と芸術の神の四人である。

### 『失われた魂の城』に登場する人物
主人公
剣とランタン、ほくち箱、短剣、弓と矢7本と金貨30枚を初期装備として持つ。高度な戦闘技術と弓術、身のこなしと豊富な冒険の経験を有する。リントンでは冒険の依頼を求めており、金が尽きかけていた。依頼の時には、悪魔スランクが魂になった人々を苦しめているという説明がされなかったため、依頼人のフェイズ親子の方が一方的なスランクへの契約破りとも思える依頼であったが、多額の金と宝石を約束され、悪魔フランク討伐の仕事を受ける。必要なアイテムを集めるために、盗みに抵抗がなく、また、盗みが発覚して相手を殺害したときでも特に気にしない冷徹な性格。また、悪魔スランクとの知恵比べを楽しむような精神力も有する。
ジャスパー・フェイズ
リントンの大金持ち。フェイズ家の家長。りっぱな指輪と身なりのよさをした背の高い若者。半年前に父のルーサーが死に、家長となる。その大邸宅の土地は12ヘクタールほどあり、4人の弟と妹のエルヴィラがおり、ボディガードも雇っている。悪魔スランク討伐を主人公に依頼してくる。主人公がリントンの町を出発するときには見送ってくれ、「魔法の治療薬」と情報、護符をくれる。冒険の失敗を報告すると、なじってあざけり、解雇してくる厳しい部分もあるが、冒険が成功した時は、野外パーティを開き、金銀宝石がたっぷりとはいった宝箱を授与してくれる。
ルーサー・フェイズ
ジャスパーの父。若いときは出世を夢見るただの商人であったが、大悪魔スランクを呼び出してしまい、取引をして、商売が繁盛し、金持ちになる代償に、死後に魂を渡すことを約束をする。スランクは約束を守り、ルーサーは大金持ちとなり、ルーサーの魂を受け取り、「失われた魂の城」に持ち帰る。しかし、ルーサーは娘のエルヴィラの涙のつぶをスランクの顔になげつけ、片目が焼けてしまう。ルーサーは城の図書室にたてこもり、スランクを倒すために六つの品を使った魔法の呪文を考案し、交霊術の本をみつけ、息子たちの夢にあらわれて、その内容を告げた。その後、城の図書室にこもり、本や書類を読み、ポート・ワインを飲みながら、スランクを倒してくれる息子たちが雇った冒険者が訪れるのを待ち、助言を与えてくれる。
ブルーノ
リントンで「四つ葉のクローバー」という宿屋を経営する主人。宿屋では酒場も営業を行っており、ジプシーや農夫、冒険者が酒を飲んでいる。店の名の由来は、裏のビア・ガーデンでたまに四つ葉のクローバーが見つかるから。どろぼうに対しては、「かじやのオラフ」、「ならず者のトーリック」、「仕立て屋のジャレット」、「レスラーのアンヴィル」といったリントンの町の仲間とともに、犯人を攻撃する。
ジプシー・ゲイル
リントンに住む名高いジプシーの占い師。色あざやかな衣装で身を固めた赤みがかった金髪で海の緑の瞳を持つ切れ長の目をした官能的な美女。水晶玉で未来を占うことができる。酒と踊りを好むが、どろぼうには容赦はせず、短剣で指を指したり、ふたりの大男のジプシーをけしかけたり、呪いの魔法をかけてくる。
ノーウェア
リントンの近くに住む、美しいヴェルヴェットのはきものをした、ほっそりとした少女。神聖敬慕修道院に修道女になるために、修道院に仕える老人のゴーブランと3人の護衛に守られて馬車で向かっていた。しかし、盗賊に襲われて護衛は全て倒されてしまう。主人公が助けた場合、主人公にゴーブランとともに護衛されて神聖敬慕修道院に着き、髪を切り、修道女になることができる。正確な身分は明らかではないが、貴族など高い身分の人物の娘だと思われる。なぜか、彼女を襲う盗賊たちは全員、名前が明記されている。
スランク
大悪魔であり、「失われた魂の城」の主。光を放つ青白い肌をして、ローブ、ブーツ、腕鎧すべてまっ黒であり、土の匂いをただよわせている。顔立ちはハンサムだが、表情は人間らしさのかけらもない邪悪なものであり、右手は白くにごり、あちこちに傷跡や火傷の跡があり、左目を光らせ、ひどくゆがんでいる。人間と契約し、その生前の願いをかなえ、その代償として、死後にその魂をもらい、失われた魂の城に閉じ込め、永劫に拷問を行う苦しめることを楽しみとする。ただし、その契約自体は悪魔的な言葉遊びでだますようなことはせず、人間の願いはかなえているようである。自分自身で侵入者を謎かけや偽装で阻むことを好み、失われた魂の城にはそれほど魔物はいない。また、謎かけを解いた相手をだますことはしないプライドの高さも有する。魔法を使って侵入者を奴隷にしようとし、直接の戦闘では、黒く塗られた悪魔の面と右手に生えた50センチメートルもあるかぎ爪で戦い、かなりの戦闘力を有する。目が見えなくとも耳と鼻で相手を判別し、あなどりがたい強さとなる。さらに死んでも、もう一つ命を残し、みにくくゆがんだおそろしげな姿でかなり弱体化するとはいえ復活する。はるか昔から何千という魂を城に幽閉している。

### 『ドラゴンの目』に登場する人物
主人公
剣と鎧、水筒、魔法の光球、ザックと金貨10枚を初期装備として持つ。エルダー王国の名門の嫡子であり、魔法戦士（Warrior Mage）の位を修めている。実際に練達の魔法使いであり、12の魔法を使いこなすことができ、剣の使い手でもある。アクタンには、のんびり過ごすだけのつもりだったが、真実の光アカデミー評議員の招待を受け、晩餐会に参加し、タリオスで発見された「ドラゴンの目」に仕掛けられた呪いや魔法のワナを解き、持ち帰る仕事を引き受ける。当初は危険がまるでないと考えていたとはいえ、呪いや魔法の解除が簡単にできると考えているほどの自信家であるが、生命の危険に我を忘れて逃走する面も有する。その反面、他人の気高い死に心うたれたり、危険極まりない冒険の後でも、新たな危険を伴う冒険を求める精神的余裕を持つ。
オウム（鳥）
タリオスにいるやせこけたオウム。元は海賊に飼われ、言葉を仕込まれていたが、タリオスで主人が死んだため、とどまっている。複数の人間の声や剣を抜く音など、多彩な音や声をまねることができる。悪意があるのか、偶然か、人間をまねて脅しや罵声をあげる。仕込まれたのか、銀貨と思いこんだものをくわえ込んだまま、飛び上がる習性もある。主人の海賊とは思わぬ形で会うこともある。
マンティス卿
タリオスにいる巨大なカマキリ男。当初は、水晶のかたまりに閉じ込められている。カマキリの顔をして、濃い茶色の厚手のローブを着て、銀色に輝く籠手をはめ、肉体はすらりとし、青い血を流す。口は人間の言葉を発するのに向いていないため、「カ行」、「サ行」、「タ行」が濁音でしか話せない。解放されたとき、感謝の意をあらわし、謝礼にと、石に塞がれている自分の宝物蔵に案内する。大きな石を軽々と持ち上げるほどの怪力の持ち主。実際はかなりケチな人格であり、非礼と感じたら、恩人でも襲い掛かってくる。戦闘では、人間が扱えない細身の剣を使い、「炎のトラ」を上回るほどの強さを有する。「昆虫の王」を称する。巨大なクモを肩の上に乗せているチューという名の魔法使いの老人を友人としている。
白髪の男
タリオスの探索に入った冒険者。主人公と同じくらいの年の青年。友人のウルフリック・ストームライダーとともに、二、三日前に嵐を避けようとある建物に入り込む。出ようとしたところで、友人のウルフリックの首をはね飛ばされて失い、外に出られなくなったため、とてつもない恐怖と激しいショックで白髪となり、すすり泣くばかりになってしまう。しかし、主人公の危機を2度救った後、青銅の像と戦い、何度も剣を打ちつけ、青銅の像の攻撃を避けようともせず、頭を吹き飛ばされてしまう。
青銅の像
タリオスの建物に立つ筋骨りゅうりゅうとした戦士の銅像。建物に入るものや、調べようとするものに襲い掛かる。剣がまるで通用せず、信じられない速さで腕を動かし、攻撃する。石の壁を破壊するほどの力を持ち、「炎のトラ」以外の魔法では足止めすらできず、闘いを無上の喜びとする「炎のトラ」ですら、一瞬たじろくほど強力であり、主人公も戦闘の相手にすらならない。狙った相手をひたすら見つけ、いつまでも追ってくる。
ナックラヴィー
タリオス近隣に海に住む悪魔。「海の王」を自称し、実際に「無敵の海の魔王」と呼ばれる。海中からあらわれ、巨大な馬の背にふしくれだった大男が生えたような姿をし、一片の皮膚も存在せず、盛り上がった筋肉や骨、血管が露出している。吐き気をもよおす体臭とともに、鼻からは蒸気をふきだし、おぞましい息を吐き、主人公に対し、生まれてはじめて本物の恐怖を味わせた。魔力を封じる力や海からの高波を操る力を持つ。戦闘では、巨大なひずめで戦い、弱点こそ存在するが、ひとたび闘いを挑んだものを決して逃がしはしない。
ジール―導師
真実の光アカデミーの考古学調査団の長。アカデミーの簡素なローブを身にまとった60歳がらみの男。若いころは剣士であり、がっちりとした体格をしているが、やさしげな目には知性の輝きが宿っている。指にはまった指輪に、シエストラムという魔神の一部を封じており、召使いにしている。助手とわずかばかりの護衛をつけてタリオスについて、「ドラゴンの目」を発見し、それを助手に真実の光アカデミーに報告させ、ドラゴンの目をしまった箱のまわりにある数々の呪いや魔法のわなを解除するために練達の魔法使いの派遣を依頼してきた。4人の護衛を主人公に迎えに行かせ、2人の護衛とともに主人公の到来を待っている。「ドラゴンの目」から離れるとき、安全のため、エネルギー・バリア装置を作動させている。魔法の力を持たないが、賢者の深い知恵と知識があり、多くのマジックアイテムの効果とその活用手段を熟知している。生きるか死ぬかの瀬戸際でも、新たなマジックアイテムの操縦に、こどもみたいにはしゃぐ一面も持っている。戦闘では、杖を使って、自身で勇敢に戦う。
ミューの隊長
海底の街に住む自分たち以外のすべての生物を憎み、破壊と殺戮を求めて地上に上がってくる醜悪な種族「ミュー（英語原作ではカッパ（Kappa）」の指導者。ミューは背が高く、やせほそった人間に近い体形をしているが、間接だらけの手足を持ち、からだはさんご細工、大きな両目は真珠ででき、フルートの音色のような声で会話を行う。彼らの多くは、戦闘では、イルカの皮でつくったさやでくるまれた短剣か槍を使い、青い稲妻を放つ電撃棒を使う兵士もいる。また、巨大なカニに訓練を行い、番犬がわりに大量の歩哨ガニを連れている。ミューの隊長は、ミューの中でも位が高く、催眠術に似た魔法で人の心を自由に操ることができる。彼はミューの中でも、ひときわ背が高く、青白い手をしている。精神波を送り、ジールー導師の仕掛けたエネルギー・バリアの解除も可能とするが、その精神統一でかなり力を消耗してしまう。人間に相対した場合は、その目を光らせ、相手の精神を支配し、奴隷に代えてしまう精神攻撃を行う。主人公が死んだ場合、邪悪な笑みを浮かべるが、相手の実力を称える一面も持つ。

### 『ファラオの呪い』に登場する人物
主人公
剣と石板の半分と金貨30枚を初期装備として持つ。カーフート大王の紋章が入った石板の半分を手に入れ、大王の墓の手がかりを求めて、アルコスのガバッドをたずねて、隊商のあとをついて、砂漠を300キロメートルを旅してきた。冒険者というより、探検家といった人物で、余り財宝に対する欲はなく、さほど警戒せずに居酒屋でガバッドの居場所をたずねたため、アルコスの大王の墓の財宝を狙うものたちに気づかれ狙われてしまう。また、（体力ポイントは高いとはいえ）剣の腕も通常の人間の剣士に比べても、特別の傑出はしていない。
ガバッド
アルコスに住む古美術商。アルコスでごく目立たない一軒の家に住む。10年前か12年前、砂漠のなかにある大ネクロポリスの近くで、弟子のアクタンとともに、古美術品を探し、さらに「失われた大地」に移動して探し、ひん死の男から石板の半分を受け取る。男の死後、財宝を探すが、ものすごい砂嵐にあい、アクタンを見失う。家に帰りついた後、その話をあちこちでしたため、店はつぶされ、妻は殺害されてしまう。そこで、石板の半分を通りがかりの商人に売り払って平穏な人生を送っていた。現在は生きがいを失っている。主人公の選択次第では、主人公と同行し、失われた大地におもむき、命がけで案内してくれる。弟が店を経営しており、「暗闇の用心棒」と言われる執事がいる。弟の子の甥がいて、新品のマントをまとい、とても機転が利く。主人公を試すために、露店市の剣士と命がけの戦いをけしかける面も持つ。
暗殺者のリーダー
アルコスに住む暗殺者たちのリーダー。普段はターバンをつけている。両腕にヘビの入れ墨をいれており、偃月刀を使う。カーフート大王の墓の財宝を求めており、その秘密の手がかりになるようなものを探り、アルコスにいる手下に探らせ、その手がかりを持つとおぼわしき人物を拉致させて自ら尋問する。ふたりの護衛をつれており、護衛たちとともにカーフート大王の墓を探りに、案内とともに、自ら「失われた地」に赴く。アルコス内で、手がかりを持つとおぼわしき人物を、手下に襲撃させることもある。
ボス
ケムの国の悪魔。毒々しい煙とともにあらわれ、紫色のこぶしをした凶悪そうな姿で「骨砕きの悪魔」と呼ばれる。カーフート大王の墓に、壁と扉を自分の姿の絵で飾った祭壇を有するが、普段は近隣の砂漠から、自分に忠誠を誓った幽霊を使って、生け贄に自分を祭壇にまで運ばせて、自分で餌食にしている。ただし、ある魔法の品物を祭壇に捧げると満足し、生け贄を解放する。カーフート大王の墓の台座に、カーフート大王と思われる人物と何かを交換している図が描かれているため、カーフート大王となんらかの契約をしたと思われる。戦闘になった場合、上空を飛空して攻撃を行い、自動的に主人公が敗北するほどの力を持つ。
イボ
ケムの国の悪魔。カーフート大王の墓に居所を構える。超自然的な影で取り囲まれたヘビの化身。渦を巻く砂嵐とともにあらわれ、まっ黒な巨大なヘビの姿をしており、舌だけで２メートルもある。カーフート大王の墓の台座に、カーフート大王をぐるぐる巻きにしている図が描かれているため、カーフート大王と何らかの関係があると思われる。カーフート大王の墓にいる大量の毒ヘビは彼の配下であると考えられる。かなりの生命力を持ち、強力な魔法の品物ですら完全に倒すことはできない。戦闘では、高い戦闘力を持ち、その舌で顔を包み込まれると呼吸ができずたちまちに死んでしまう。
カーフート大王
はるかな昔、ケム国を治めたファラオ。数百年の昔に墓が砂に埋もれてしまった。余り明確ではないが、悪魔ボスとイボと契約を行ったものと考えられ、現在も、ケムのファラオの帽子をかぶった、しわくちゃ顔で青白い唇をした老人として、埋もれた墓の王座に腰をかけて、侵入者を待っている。こちらもさほど明確ではないが、砂漠や王の墓にいる魔物たちを作り出し、侵入者から墓を守っている。侵入者が王の部屋にまで入り込んだときは、試すかのように三つの品を差し出す。実際の肉体はミイラにされたまま、すでに白骨と化している。

## 単行本（日本語翻訳）
- 吸血鬼の洞窟 (創元推理文庫 905-1 スーパーアドベンチャーゲーム)　 デイヴ モーリス (著),鎌田 三平 (翻訳及び解説)　 1986/3/1
- シャドー砦の魔王 (創元推理文庫 905-2 スーパーアドベンチャーゲーム)　オリバー ジョンソン (著), マジカル・ゲーマー (翻訳)　古川尚美（解説、内容はゲームブックシリーズ『ソーサリー』の作者であるスティーブ・ジャクソンと古川尚美の出会った体験談である） 1986/4/1
- 炎の神殿 (創元推理文庫 905-3 スーパーアドベンチャーゲーム)　 デイヴ モーリス  (著), オリバー ジョンソン (著), 山本 圭一  (翻訳)　 1986/5/1
- 失われた魂の城 (創元推理文庫 905-4 スーパーアドベンチャーゲーム)  デイヴ モーリス (著), Y・ニューナム(著), マジカル ゲーマー (翻訳)　田中克己（解説） 1986/8/1
- ドラゴンの目 (創元推理文庫 905-5 スーパーアドベンチャーゲーム)  デイヴ モーリス (著) , 大森 望 (翻訳及びあとがき) 1986/9/1
- ファラオの呪い (創元推理文庫 905-6 スーパーアドベンチャーゲーム)   オリバー ジョンソン (著), マジカル ゲーマー (翻訳)　 田中克己（解説） 1986/10/1

## 単行本（英語版）
- CRYPT OF THE VAMPIRE (Granda Publishing Ltd)  Dave Morris (著), Leo Hartas (イラスト)　 1984/12/13
- THE TEMPLE OF FLAME (Granda Publishing Ltd)　Dave Morris (著), Oliver Johnson (著), Leo Hartas (イラスト) 　1984/12/13
- THE LORD OF SHADOW KEEP (Granda Publishing Ltd)　 Oliver Johnson (著), Leo Hartas (イラスト) 　1985/2/14
- THE EYE OF THE DRAGON (Granda Publishing Ltd)  Dave Morris (著), Russ Nicholson (イラスト)   1985/2/14
- CURSE OF THE PHARAOH (Granda Publishing Ltd)　 Oliver Johnson (著) , Mark Dunn (イラスト)　 1985/7/11
- CASTLE OF LOST SOULS (Granda Publishing Ltd)  Dave Morris (著), Yve Newnham(著),Leo Hartas (イラスト)   1985/7/11

## ペーパーバック（英語新装版）
- CRYPT OF THE VAMPIRE (Fabled Lands Publishing)  Dave Morris (著), Leo Hartas (イラスト)　 2013/10/20
- THE TEMPLE OF FLAME (Fabled Lands Publishing)　Dave Morris (著), Leo Hartas (イラスト) 　2013/8/2
- THE LORD OF SHADOW KEEP (CreateSpace Independent Publishing Platform)　 Oliver Johnson (著), Harry Clarke (イラスト) 　 2013/8/11
- THE EYE OF THE DRAGON (Fabled Lands Publishing)  Dave Morris (著), Russ Nicholson (イラスト)   2016/4/12
- CURSE OF THE PHARAOH (CreateSpace Independent Publishing Platform)　 Oliver Johnson (著)　 2013/7/15
- CASTLE OF LOST SOULS (CreateSpace Independent Publishing Platform)  Dave Morris (著), Leo Hartas (イラスト)   2013/7/6

## ペーパーバック（『CRYPT OF THE VAMPIRE』のさらなる英語新装版）
- Can You Escape The Vampire's Lair (ndependently published)  Dave Morris (著), Leo Hartas (イラスト)　 2024/12/24

## 参考書籍
- ドラゴンの戦士 (創元推理文庫―ドラゴン・ウォーリアーズ) 　デイブ モーリス (著), 本田 成二 (翻訳)　 1990/7/1
- 魔法使いへの道 (創元推理文庫―ドラゴン・ウォーリアーズ)　 デイブ モーリス (著), 本田 成二 (翻訳)　 1990/7/1
- The Lands of Legend (No. 6) (Dragon warriors)  Corgi（出版） Dave Morris (著), Russ Nicholson (イラスト), Geoff Wingate (イラスト)  1986/8/8
- Dragon Warriors Bestiary: Monsters of Myth for the Lands of Legend　Createspace Independent Pub（出版）　Dave Morris (著), Olive Johnson (著), Ian Sturrock (著), James Wallis (著), Jon Hodgson (著)　 2015/8/30